# The Capture
The Capture è un cortometraggio muto del 1913 diretto da E. Mason Hopper. Prodotto dalla Essanay e distribuito dalla General Film Company, il film aveva come interpreti Billy Mason, 
Ruth Hennessy, John Steppling, Dolores Cassinelli.

## Trama
John Hennessy è un datore di lavoro che non vuole grattacapi dai suoi dipendenti che vuole siano tutti dei bravi padri di famiglia. Così, quando Bob Burns gli chiede un lavoro, lui gli impone di sposarsi entro il mezzogiorno del giorno successivo se vuole essere assunto. Bob, indeciso tra due ragazze, scrive una lettera ad ambedue, fissando un appuntamento per le undici della mattina seguente. Poi, affida il suo destino alla sorte, facendo scegliere una delle lettere, a caso, da un ragazzino che poi dovrà spedirla. Però, l'altra busta gli esce dalla tasca, cadendo sul marciapiede. Viene trovata da un passante che, da buon samaritano, la prende e la spedisce. All'appuntamento delle undici, così, si presentano entrambe le ragazze che rivendicano Burns ognuna per sé. Il giovane, non sapendo che fare, scappa via. Nella fuga, si imbatte in una sua vecchia innamorata: presa la palla al balzo, le chiede di sposarlo. Lei accetta e i due si sposano. Insieme alla mogliettina, Bob si presenta nell'ufficio di Hennessy dove sono ad attenderlo le due donne deluse accompagnate da un poliziotto. Alla comparsa della coppia, il signor Hennessy resta sbigottito scoprendo che la sposa non è altri che sua figlia Ruth.

## Produzione
Il film fu prodotto dalla Essanay Film Manufacturing Company.

## Distribuzione
Distribuito dalla General Film Company, il film - un cortometraggio a una bobina - uscì nelle sale cinematografiche degli Stati Uniti il 16 aprile 1913.